# Cupole romane

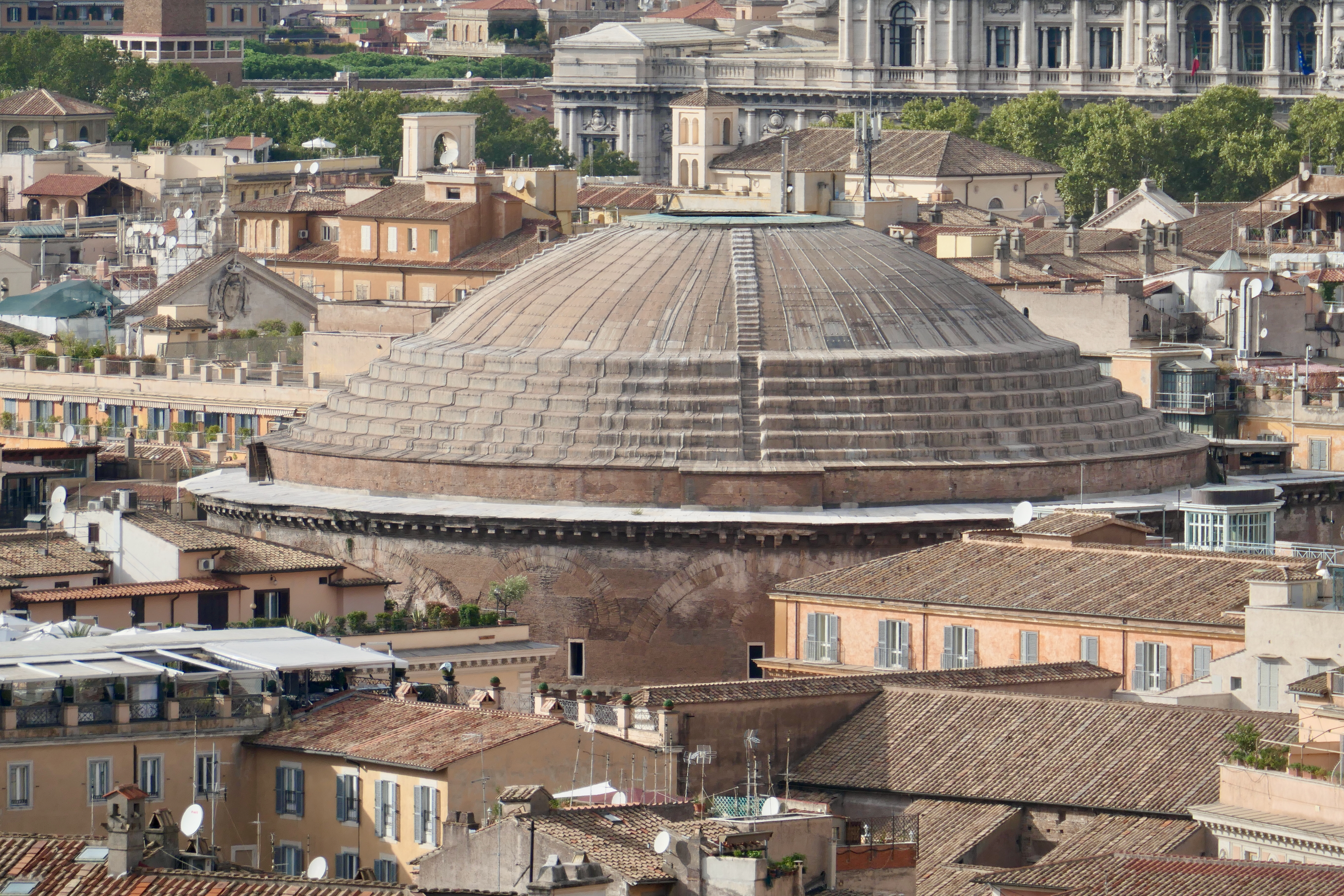
Il Pantheon a Roma, la più grande cupola del mondo per 1700 anni.

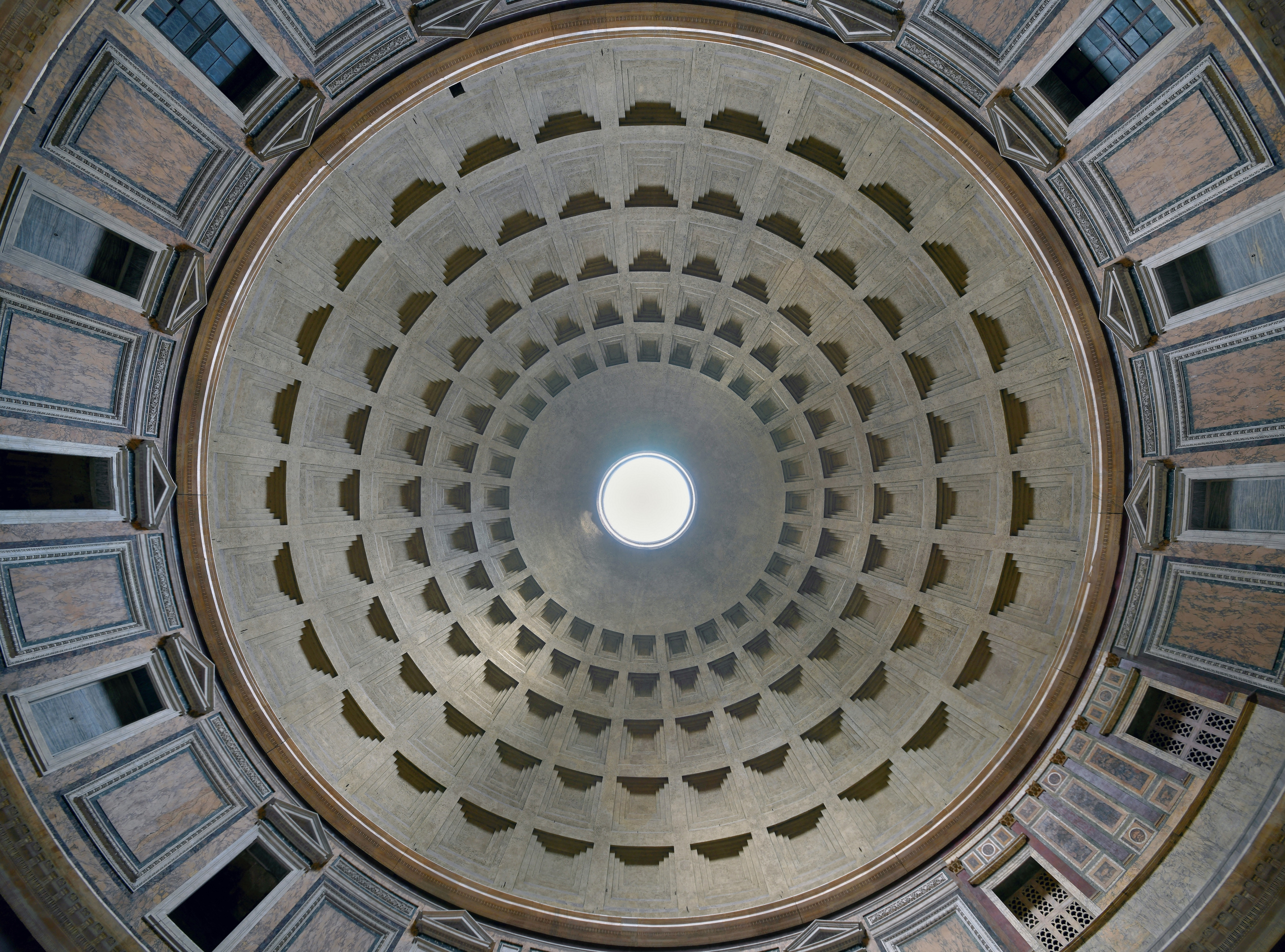
Oculo del Pantheon

Questo è un elenco di antiche cupole romane.
I romani furono i primi nella storia dell'architettura a realizzare cupole e creare enormi e ben definiti spazi interni. Le cupole vennero introdotte nelle maggiori costruzioni romane: terme, palazzi, mausolei e, in seguito, teatri e chiese. Anche le semi-cupole vennero adottate nel campo dell'architettura (per esempio per coronare un'abside nell'architettura cristiana).
Le cupole furono costruite a partire dal I secolo a.C. a Roma, poi in Italia e infine nelle provincie. La loro costruzione venne resa possibile dalla scoperta del calcestruzzo (tanto che si è parlato di rivoluzione architettonica romana). Progressivamente, durante il periodo imperiale, la costruzione delle cupole e delle volte si diffuse espandendosi ai danni dell'architrave e degli elementi architettonici non curvilinei ad essa legati. Le loro dimensioni rimasero insuperate fino al XIX secolo, quando l'introduzione dell'architettura del ferro rivoluzionò i parametri costruttivi e permise la costruzione di cupole ancora più grandi.

## Cupole
Nota: gli spessori e i diametri sono espressi in metri; nel caso di cupole poligonali, si considera il diametro del cerchio inscritto.
| Diametro           | Nome                                                    | Ubicazione                                 | Anno di costruzione | Forma della cupola                             | Materiale di costruzione                                                                                   | Spessore della cupola Spessore rispetto al diametro | Spessore della facciata Spessore rispetto al diametro | Diametro oculo Oculo rispetto alla cupola | Note/ Altre caratteristiche |
| ------------------ | ------------------------------------------------------- | ------------------------------------------ | ------------------- | ---------------------------------------------- | --- | --------------------------------------------------- | ----------------------------------------------------- | ----------------------------------------- | --- |
| ~ 43,45            | Pantheon                                                | Roma                                       | 27-25 a.C.          | Rotonda                                        | Calcestruzzo, copertura in lastre di piombo                                                                | ~ 1.35 1:32                                         | ~ 5.93 1:7.3                                          | ~ 8.95 1:4.9                              | Fino al 1881 era la cupola più grande del mondo; ancora oggi la più grande cupola costruita in calcestruzzo non armato; può essere considerata l'archetipo di cupola occidentale |
| 38,20              | Tempio di Apollo                                        | Lago d'Averno                              | I secolo d.C.       |                                                | |                                                     |                                                       |                                           | |
| ~ 35,08            | Terme di Caracalla, calidario                           | Roma                                       | III secolo d.C.     |                                                | Anfora |                                                     |                                                       |                                           | Otto pilastri |
| 29,50              | Tempio di Diana                                         | Baia                                       | II secolo d.C.      |                                                | | 1,20 1:25                                           | ~ 5,70 1:5,2                                          |                                           | |
| 26,30              | Tempio di Venere                                        | Baia                                       | II secolo d.C.      |                                                | |                                                     | ~ 2,90 1:9,1                                          |                                           | Muro esterno di pilastri |
| 25,04              | Mausoleo di Massenzio                                   | Roma                                       | IV secolo d.C.      |                                                | |                                                     |                                                       |                                           | |
| 25,00              | Terme di Agrippa, o "Arco della Ciambella"              | Roma                                       | I secolo a.C.       | Rotonda                                        | |                                                     |                                                       |                                           | Prime terme a Roma con cupola centrale; |
| 24,15              | Tomba di Galerio                                        | Salonicco                                  | IV secolo d.C.      |                                                | Mattone | ~ 1 1:24                                            | 6,00 1:4                                              |                                           | La più grande cupola in mattoni del mondo |
| 23,85              | Santuario di Asclepio                                   | Pergamo                                    | II secolo d.C.      |                                                | Mattone |                                                     | 3,35 1:7,1                                            |                                           | Prima cupola monumentale costruita in laterizio; |
| ~ 23,70 to ~ 19,80 | Chiesa di San Gereone                                   | Colonia                                    | IV secolo d.C.      | Ovale con otto nicchie e abside                | |                                                     |                                                       |                                           | La successiva costruzione medievale rappresenta la più grande cupola occidentale realizzata tra quella di Santa Sofia e la Cattedrale di Santa Maria del Fiore                   |
| 23,65              | Tempio di Minerva Medica                                | Roma                                       | IV secolo d.C.      | Decagono                                       | Opera cementizia con nervature di mattoni                                                                  | 0,56 1:42                                           | ~ 2,60 1:9,1                                          |                                           | Muro esterno di pilastri |
| ~ 22,00            | Terme di Antonino                                       | Cartagine                                  | II secolo d.C.      | Poligono                                       | |                                                     |                                                       |                                           | Sette cupole con diametri tra 17 e 22 m |
| ~ 22,00            | Rotonda presso l'Ippodromo                              | Costantinopoli                             | V secolo d.C.       | Rotonda con dieci nicchie                      | |                                                     |                                                       |                                           | |
| ~ 22,00            | Terme di Diocleziano, Chiesa di San Bernardo alle Terme | Roma                                       | ~ 300 d.C.          |                                                | Opera cementizia con nervature di mattoni                                                                  |                                                     |                                                       |                                           | |
| 21,65 o 21,25      | Aula ottagona delle Terme di Diocleziano                | Roma                                       | ~ 300 d.C.          | Cupola a forma di ombrello, Ottagono           | Opera cementizia con nervature di mattoni                                                                  |                                                     |                                                       | 4,20 1:5,1                                | |
| 21,55              | Tempio di Mercurio                                      | Baia (Bacoli)                              | I secolo a.C.       |                                                | Opera cementizia                                                                                           |                                                     |                                                       | 3,65 1:5,9                                | Primo monumento dotato di cupola; |
| 20,18              | Mausoleo di Elena                                       | Roma                                       | IV secolo d.C.      |                                                | Vasi di ceramica incorporati nella struttura della cupola                                                  | 0,90 1:22                                           | 2,40 1:8,4                                            |                                           | |
| ~ 19,80            | Terme di Caracalla, Lato Edificio                       | Roma                                       | III secolo d.C.     | Ottagono                                       | |                                                     |                                                       |                                           | Prima cupola con pennacchi |
| ~ 19,40            | Terme del Bacucco                                       | Vicino a Viterbo                           | IV secolo d.C.      | Cupola a forma di ombrello, Ottagono           | |                                                     |                                                       |                                           | |
| 19,30              | Terme di Diocleziano, tepidarium                        | Roma                                       | ~ 300 d.C.          |                                                | |                                                     |                                                       | 3,68 1:5,2                                | |
| 18,38              | Tempio Rotondo                                          | Ostia                                      | III secolo d.C.     |                                                | |                                                     | 1,98 1:9,3                                            |                                           | |
| ~ 18,00            | Chiesa di S.Eufemia                                     | Costantinopoli                             | V secolo d.C.       | Esagono                                        | |                                                     |                                                       |                                           | |
| 16,75              | Villa Adriana, "Serapeo"                                | Tivoli                                     | II secolo d.C.      | Cupola a forma di ombrello                     | Opera cementizia                                                                                           |                                                     |                                                       |                                           | Cavità profonda |
| 16,45              | Terme Imperiali, Tepidarium                             | Treviri                                    | IV secolo d.C.      |                                                | Opera cementizia                                                                                           |                                                     |                                                       |                                           | |
| 15,70              | Basilica di San Vitale                                  | Ravenna                                    | VI secolo d.C.      |                                                | Tubi di argilla, Costruzione in legno del tetto                                                            |                                                     |                                                       |                                           | |
| ~ 15,60            | Ninfeo presso Albano                                    | ?                                          | I secolo d.C.       |                                                | Opera cementizia                                                                                           |                                                     | 2,08 1:7,6                                            |                                           | Prima prova di cavità nella base della cupola per la riduzione di peso |
| ~15,00 to ~13,00   | Bagni del Sud                                           | Bosra                                      | III-IV secolo d.C.  | Ottagono                                       | Opera cementizia                                                                                           |                                                     |                                                       |                                           | |
| ~ 15,00            | Bagni dell'Ovest                                        | Jerash                                     | II secolo d.C.      | Quadrato                                       | Voussoir                                                                                                   |                                                     |                                                       |                                           | Prima cupola con pianta quadrata; |
| 14,70              | Tempio del Divo Romolo, presso il Foro Romano           | Roma                                       | IV secolo d.C.      |                                                | Piombo con piastra di copertura                                                                            | 0,90 1:16                                           | ~ 1,80 1:8,2                                          | 3,70 1:4,0                                | |
| ~ 14,50            | Tempio di Portunus                                      | Roma                                       | ~ III secolo d.C.   |                                                | Opera cementizia con nervature di mattoni                                                                  |                                                     | ~ 2,20 1:6,6                                          |                                           | |
| 13,71              | Mausoleo di Tor de' Schiavi                             | Roma Via Prenestina                        | IV secolo d.C.      |                                                | | 0,60 1:23                                           | 2,60 1:5,3                                            |                                           | Quattro aperture nella cupola |
| 13,48              | Domus Aurea                                             | Roma                                       | I secolo d.C.       | Volta a padiglione, Ottagono                   | Opera cementizia                                                                                           |                                                     |                                                       | 5,99 1:2,3                                | Prima cupola ottagonale; |
| 13,35              | Mausoleo di Diocleziano                                 | Spalato                                    | ~ 300 d.C.          |                                                | Mattoni, tetto in tegole                                                                                   | 0,68 1:20                                           | 3,40 1:3,9                                            |                                           | Cupola con doppi muri |
| 12,90              | Basilica di San Lorenzo, Cappella di Sant'Aquilino      | Milano                                     | IV secolo d.C.      |                                                | Mattoni |                                                     |                                                       |                                           | |
| 12,33              | "Tempio della Tosse"                                    | Tivoli                                     | IV secolo d.C.      |                                                | Calcestruzzo con nervature di mattoni                                                                      | 1,30 1:9                                            | 2,08 1:5,9                                            | 2,10 1:5,9                                | |
| ~ 12,00            | Villa Adriana, Triclinium estivo (Esedra)               | Tivoli                                     | II secolo d.C.      |                                                | Calcestruzzo con copertura di mattoni                                                                      |                                                     |                                                       |                                           | |
| ~ 12,00            | Terme "Aquae Flavianae"                                 | El Hamma                                   | III secolo d.C.     |                                                | Tubi di argilla                                                                                            |                                                     |                                                       |                                           | |
| ~ 12,00            | Chiesa di Hodegetria                                    | Costantinopoli                             | V secolo d.C.       | Esagono                                        | |                                                     |                                                       |                                           | |
| ~ 12,00            | Skeuophylakion                                          | Costantinopoli                             | ~ V secolo d.C.     | Dodecagono                                     | |                                                     |                                                       |                                           | |
| 11,90              | Battistero paleocristiano                               | Nocera Superiore                           | VI secolo d.C.      |                                                | |                                                     |                                                       |                                           | Sorretta da quattordici coppie di colonne. |
| ~ 11,90            | Villa Adriana, "Heliocaminus"                           | Tivoli                                     | II secolo d.C.      |                                                | |                                                     |                                                       |                                           | Cupola con doppi muri e spazio per l'ipocausto |
| 11,50              | "Basilica Rossa"                                        | Pergamo                                    | ~ II secolo d.C.    |                                                | Mattoni |                                                     |                                                       |                                           | |
| 11,50              | Mausoleo di Santa Costanza                              | Roma                                       | IV secolo d.C.      |                                                | Calcestruzzo con nervature di mattoni, tetto di tegole poggiante direttamente sulla copertura della cupola | ~ 0,70 1:16                                         | 1,45 1:7,9                                            |                                           | Struttura a tamburo |
| ~ 11,50            | Monastero di San Gabriele                               | Tur Abdin                                  | VI secolo d.C.      |                                                | Mattoni |                                                     |                                                       |                                           | |
| 11,47              | Praetorium                                              | Colonia                                    | IV secolo d.C.      | Ottagono                                       | |                                                     | 2,00 1:5,7                                            |                                           | |
| 11,10              | Villa di Gordiano                                       | Roma, Via Prenestina                       | III secolo d.C.     | Ottagono                                       | |                                                     | ~ 1,35 1:8,2                                          |                                           | Forma primitiva di pennacchio; otto aperture alla base della cupola. |
| 11,00              | Terme di Allance                                        | ?                                          | ?                   |                                                | |                                                     |                                                       |                                           | |
| ~ 10,80            | Mausoleo di Gallieno                                    | Roma, Via Appia                            | III secolo d.C.     | Rotonda con sei nicchie                        | |                                                     | ~ 1,60 1:6,8                                          |                                           | |
| 10,70              | "Mausoleo di Centcelles"                                | Centcelles (Constantí), vicino a Tarragona | IV secolo d.C.      |                                                | Mattoni e pietra                                                                                           | ~ 0,40 1:27                                         | ~ 1,90 1:5,6                                          |                                           | |
| ~ 10,40 to ~ 9,40  | Villa Adriana, piccole terme                            | Tivoli                                     | II secolo d.C.      | Cupola ellittica con bordi ondulati            | |                                                     |                                                       |                                           | |
| ~ 10,00            | Villa di Gordiano Salone                                | Roma Via Prenestina                        | ~ II secolo d.C.    |                                                | |                                                     |                                                       |                                           | |
| ~ 10,00            | "Villa delle Vignacce"                                  | Roma Via Latina                            | II secolo d.C.      |                                                | Anfore di ceramica alla base della cupola                                                                  |                                                     |                                                       |                                           | Cupola più antica in cui furono usate anfore per la base |
| 9,85               | Cattedrale, Battistero                                  | Ravenna                                    | V secolo d.C.       |                                                | |                                                     |                                                       |                                           | |
| ~ 9,50             | Villa Adriana, Piazza d'Oro (vestibolo)                 | Tivoli                                     | II secolo d.C.      | Cupola a forma di ombrello                     | |                                                     |                                                       | ~ 1,90 1:5,0                              | |
| ~ 9,50             | Catacomba Praetexta, "Tomba Calventier"                 | Roma                                       | III secolo d.C.     | Rotonda con sei nicchie                        | |                                                     |                                                       |                                           | |
| ~ 9,00             | Capito Thermae, Laconicum                               | Mileto                                     | I secolo d.C.       |                                                | Calcestruzzo                                                                                               |                                                     |                                                       |                                           | |
| ~ 9,00             | Tempio circolare                                        | Baalbek                                    | III secolo d.C.     |                                                | |                                                     |                                                       |                                           | |
| ~ 8,50             | Domus Augustana                                         | Roma                                       | I secolo d.C.       | Volta a padiglione, ottagono                   | |                                                     |                                                       |                                           | Una delle prime cupole con volta a padiglione e pianta ottagonale |
| 8,10               | "Torraccio del Palombaro"                               | Roma, Via Appia                            | ~ IV secolo d.C.    |                                                | | ~ 0,90 1:9                                          | 2,30 1:3,5                                            | ~ 1,50 1:5,4                              | |
| ~ 7,70             | Terme di Massenzio                                      | Roma                                       | IV secolo d.C.      | Cupola a forma di ombrello, ottagono           | |                                                     |                                                       |                                           | |
| 7,60               | Domus Flavia                                            | Roma                                       | I secolo d.C.       |                                                | |                                                     |                                                       |                                           | |
| ~ 7,60 to ~ 6,20   | Villa Adriana, "Heliocaminus"                           | ?                                          | II secolo d.C.      | Volta a padiglione, ottagono irregolare        | |                                                     |                                                       |                                           | |
| ~ 6,80             | Nymphaeum                                               | Riza, Epiro                                | ~ 250-350 d.C.      | Dodecagono                                     | |                                                     |                                                       |                                           | |
| ~ 6,75             | "Tempio di Venere", ed edifici annessi                  | Baiae                                      | II secolo d.C.      | Cupola a forma di ombrello, ottagono           | |                                                     |                                                       |                                           | |
| 6,65               | Terme di Pisa                                           | ?                                          | ~ II secolo d.C.    | Volta a padiglione con otto finestre, ottagono | |                                                     |                                                       | 2,00 1:3,3                                | |
| 6,52               | Terme di Stabia, Laconicum                              | Pompeii                                    | I secolo a.C.       | Cupola conica (forma primitiva)                | Calcestruzzo                                                                                               |                                                     |                                                       |                                           | Cupola più antica in calcestruzzo |
| ~ 6,00             | Terme di Hunting                                        | Leptis Magna                               | ~ 200 d.C.          | Volta a padiglione con otto finestre           | |                                                     |                                                       |                                           | |
| 5,86               | Arco di Marco Aurelio                                   | Tripoli                                    | ?                   | Volta a padiglione                             | Voussoir                                                                                                   |                                                     |                                                       |                                           | |
| ~ 5,70             | Castellum                                               | Pompeii                                    | 30-14 d.C.          |                                                | |                                                     |                                                       |                                           | |
| 5,40               | Struttura ottagonale vicino al "Tempio di Mercurio"     | Baiae                                      | II secolo d.C.      | Cupola a forma di ombrello, ottagono           | |                                                     |                                                       |                                           | |
| ~ 5,40             | Basilica di San Vitale                                  | Ravenna                                    | VI secolo d.C.      |                                                | Mattoni |                                                     |                                                       |                                           | |
| 5,20               | "Sedia del Diavolo", tomba                              | Roma, Via Nomentana                        | II secolo d.C.      | Quadrato                                       | |                                                     |                                                       |                                           | |
| ~ 4,70             | Tabularium                                              | Roma                                       | I secolo a.C.       | Volta a padiglione, quadrato                   | |                                                     |                                                       |                                           | Volta a padiglione più antica |
| 4,41               | "Tempio di Venere" ed edifici annessi                   | Baiae                                      | II secolo d.C.      | Cupola a forma di ombrello e pianta circolare  | |                                                     |                                                       | 0,59 1:7,5                                | |
| ~ 4,40             | Mausoleo di Galla Placidia                              | Ravenna                                    | V secolo d.C.       |                                                | Tetto con tegole                                                                                           |                                                     |                                                       |                                           | |
| ~ 4,00             | Tomba a Casal de' Pazzi                                 | Roma, Via Nomentana                        | II secolo d.C.      | Cupola circolare inscritta in un quadrato      | Calcestruzzo                                                                                               |                                                     |                                                       |                                           | Forma primitiva di pennacchio |
| 1,65               | "Villa dei Misteri", Laconicum                          | Pompeii                                    | I secolo a.C.       | Cupola conica                                  | Mattoni ed argilla (sulla sommità della cupola)                                                            |                                                     |                                                       |                                           | Guscio di calcestruzzo |
| ?                  | Mausoleo di Costantino alla Chiesa dei Santi Apostoli   | Costantinopoli                             | IV secolo d.C.      | Presumibilmente rotonda con dodici nicchie     | |                                                     |                                                       |                                           | |

## Mezze cupole
| Diametro ⌀ | Nome,                                        | Ubicazione | Anno di costruzione      | Forma della cupola | Materiale di costruzione             | Spessore della cupola Spessore rispetto al diametro | Spessore della facciata Spessore rispetto al diametro | Note/ Altre caratteristiche |
| ---------- | -------------------------------------------- | ---------- | ------------------------ | ------------------ | ------------------------------------ | --------------------------------------------------- | ----------------------------------------------------- | --- |
| ~ 30,00    | Terme di Traiano                             | Roma       | Inizi del II secolo d.C. |                    |                                      |                                                     |                                                       | |
| ~ 22,00    | Terme di Diocleziano, Due ingressi ad abside | Roma       | ~ 300 d.C.               |                    |                                      |                                                     |                                                       | |
| ~ 18,50    | Foro di Traiano                              | Roma       | Inizi del II secolo d.C. |                    |                                      |                                                     |                                                       | L'ipotesi di una copertura a semicupola delle absidi della Basilica Ulpia o delle esedre che si trovavano dietro i portici della piazza nel Foro di Traiano, ipotizzata nelle ricostruzioni ottocentesche, è stata tuttavia esclusa in studi più recenti, che ricostruiscono invece una copertura a capriate lignee, nascosta da controsoffitti in materiale più leggero, mentre per una semicupola in muratura non sarebbe stato sufficiente lo spessore dei muri. |
| ~ 15,80    | Santi Cosma e Damiano, Abside                | Roma       | VI secolo d.C.           |                    |                                      |                                                     |                                                       | |
| ~ 11,00    | Ninfeo                                       | Jerash     | II secolo d.C.           |                    | opera cementizia                     |                                                     |                                                       | |
| ~ 9,60     | Basilica, Abside                             | Bostra     | ~ III secolo d.C.        |                    | opera cementizia, interno di bugnato |                                                     |                                                       | |
| ~ 8,00     | Cattedrale, Locali annessi                   | Bostra     | VI secolo d.C.           |                    | opera cementizia                     |                                                     |                                                       | |
| ~ 5,70     | Pantheon, Nicchie frontali                   | Roma       | II secolo d.C.           |                    |                                      |                                                     |                                                       | |